# PGC 1848805
LEDA/PGC 1848805 ist eine Galaxie im Sternbild Coma Berenices am Nordsternhimmel. Sie ist schätzungsweise 332 Millionen Lichtjahre von der Milchstraße entfernt. Die Galaxie gilt als Mitglied des Coma-Galaxienhaufens Abell 1656.
Im selben Himmelsareal befinden sich u. a. die Galaxien IC 842, IC 843, IC 4032, IC 4088.